# Єлена Янкович
Єле́на Я́нкович (серб. Јелена Јанковић; *28 лютого 1985, Белґрад, Сербія) — сербська тенісистка, чемпіонка Вімблдону в міксті,  колишній номер 1 рейтингу WTA.
У 2006, вийшовши до півфіналу U.S. Open, у рейтингу WTA ввійшла до 15 найкращих тенісисток. На початку 2007 вийшла у півфінал Roland Garros і по закінченню стала 3 ракеткою світу. У парі з Джеймі Маррей перемогла на Вімблдонському турнірі у 2007. 2008 почала з фіналу на турнірі Кубок Гопмана в парі із Новаком Джоковичом, потім дішла до півфіналу Australian Open.

## Фінали турнірів WTA

### Одиночний розряд: 36 (15 титулів, 21 поразка)
| Легенда                                            |
| -------------------------------------------------- |
| Турніри Великого шолома (0–1)                      |
| WTA 1000 (Tier I / Premier 5 / Premier M) (6–7)    |
| WTA 500 (Tier II / Premier) (2–5)                  |
| WTA 250 (Tier III / Tier IV / International) (7–8) |

| Фінали за покриттям |
| ------------------- |
| Тверде (7–15)       |
| Трава (1–3)         |
| Ґрунт (6–3)         |
| Килим (1–0)         |

| Фінали за типом корту  |
| ---------------------- |
| Відкритий корт (13–21) |
| Закритий корт (2–0)    |

| Результат | В-П   | Дата     | Турнір                                                 | Категорія     | Покриття   | Опонент                    | Рахунок             |
| --------- | ----- | -------- | ------------------------------------------------------ | ------------- | ---------- | -------------------------- | ------------------- |
| Перемога  | 1–0   | Тра 2004 | Budapest Grand Prix, Угорщина                          | Tier IV       | Ґрунт      | Мартина Суха               | 7–6(7–4), 6–3       |
| Поразка   | 1–1   | Бер 2005 | Dubai Tennis Championships, UAE                        | Tier II       | Тверде     | Ліндсі Девенпорт           | 4–6, 6–3, 4–6       |
| Поразка   | 1–2   | Чер 2005 | Birmingham Classic, Велика Британія                    | Tier III      | Трава      | Марія Шарапова             | 2–6, 6–4, 1–6       |
| Поразка   | 1–3   | Жов 2005 | Hansol Korea Open Tennis Championships, Південна Корея | Tier IV       | Тверде     | Ніколь Вайдішова           | 5–7, 3–6            |
| Поразка   | 1–4   | Сер 2006 | LA Women's Tennis Championships, США                   | Tier II       | Тверде     | Олена Дементьєва           | 3–6, 6–4, 4–6       |
| Перемога  | 2–4   | Січ 2007 | WTA Auckland Open, Нова Зеландія                       | Tier IV       | Тверде     | Віра Звонарьова            | 7–6(11–9), 5–7, 6–3 |
| Поразка   | 2–5   | Січ 2007 | Sydney International, Австралія                        | Tier II       | Тверде     | Кім Клейстерс              | 6–4, 6–7(1–7), 4–6  |
| Перемога  | 3–5   | Кві 2007 | Charleston Open, США                                   | Tier I        | Ґрунт      | Дінара Сафіна              | 6–2, 6–2            |
| Перемога  | 4–5   | Тра 2007 | Мастерс Рим                                            | Tier I        | Ґрунт      | Світлана Кузнецова         | 7–5, 6–1            |
| Перемога  | 5–5   | Чер 2007 | Birmingham Classic, Велика Британія                    | Tier III      | Трава      | Марія Шарапова             | 4–6, 6–3, 7–5       |
| Поразка   | 5–6   | Чер 2007 | Rosmalen Grass Court Championships, Нідерланди         | Tier III      | Трава      | Анна Чакветадзе            | 6–7(2–7), 6–3, 3–6  |
| Поразка   | 5–7   | Сер 2007 | Мастерс Канада                                         | Tier I        | Тверде     | Жустін Енен                | 6–7(3–7), 5–7       |
| Поразка   | 5–8   | Вер 2007 | China Open                                             | Tier II       | Тверде     | Агнеш Савай                | 7–6(9–7), 5–7, 2–6  |
| Поразка   | 5–9   | Кві 2008 | Відкритий чемпіонат Маямі з тенісу, США                | Tier I        | Тверде     | Серена Вільямс             | 1–6, 7–5, 3–6       |
| Перемога  | 6–9   | Тра 2008 | Italian Open (2)                                       | Tier I        | Ґрунт      | Алізе Корне                | 6–2, 6–2            |
| Поразка   | 6–10  | Вер 2008 | Відкритий чемпіонат США з тенісу                       | Grand Slam    | Тверде     | Серена Вільямс             | 4–6, 5–7            |
| Перемога  | 7–10  | Вер 2008 | КНР Open                                               | Tier II       | Тверде     | Світлана Кузнецова         | 6–3, 6–2            |
| Перемога  | 8–10  | Жов 2008 | Porsche Tennis Grand Prix, Німеччина                   | Tier II       | Тверде (i) | Надія Петрова              | 6–4, 6–3            |
| Перемога  | 9–10  | Жов 2008 | Кубок Кремля, Росія                                    | Tier I        | Тверде (i) | Віра Звонарьова            | 6–2, 6–4            |
| Перемога  | 10–10 | Кві 2009 | Andalucia Tennis Experience, Іспанія                   | International | Ґрунт      | Карла Суарес Наварро       | 6–3, 3–6, 6–3       |
| Перемога  | 11–10 | Сер 2009 | Мастерс Цинциннаті, США                                | Premier 5     | Тверде     | Дінара Сафіна              | 6–4, 6–2            |
| Поразка   | 11–11 | Жов 2009 | Toray Pan Pacific Open, Японія                         | Premier 5     | Тверде     | Марія Шарапова             | 2–5 ret.            |
| Перемога  | 12–11 | Бер 2010 | Indian Wells Open, США                                 | Premier M     | Тверде     | Каролін Возняцкі           | 6–2, 6–4            |
| Поразка   | 12–12 | Тра 2010 | Italian Open                                           | Premier 5     | Ґрунт      | Марія Хосе Мартінес Санчес | 6–7(5–7), 5–7       |
| Поразка   | 12–13 | Бер 2011 | Monterrey Open, Мексика                                | International | Тверде     | Анастасія Павлюченкова     | 6–2, 2–6, 3–6       |
| Поразка   | 12–14 | Сер 2011 | Cincinnati Open, США                                   | Premier 5     | Тверде     | Марія Шарапова             | 6–4, 6–7(3–7), 3–6  |
| Поразка   | 12–15 | Чер 2012 | Birmingham Classic, Велика Британія                    | International | Трава      | Мелані Уден                | 4–6, 2–6            |
| Поразка   | 12–16 | Сер 2012 | Texas Tennis Open, США                                 | International | Тверде     | Роберта Вінчі              | 5–7, 3–6            |
| Перемога  | 13–16 | Лют 2013 | Copa Colsanitas Santander, Колумбія                    | International | Ґрунт      | Паула Ормаечеа             | 6–1, 6–2            |
| Поразка   | 13–17 | Кві 2013 | Charleston Open, США                                   | Premier       | Ґрунт      | Серена Вільямс             | 6–3, 0–6, 2–6       |
| Поразка   | 13–18 | Жов 2013 | КНР Open                                               | Premier M     | Тверде     | Серена Вільямс             | 2–6, 2–6            |
| Поразка   | 13–19 | Кві 2014 | Copa Colsanitas, Колумбія                              | International | Ґрунт      | Каролін Гарсія             | 3–6, 4–6            |
| Поразка   | 13–20 | Бер 2015 | Indian Wells Open, США                                 | Premier M     | Тверде     | Сімона Халеп               | 6–2, 5–7, 4–6       |
| Перемога  | 14–20 | Вер 2015 | Guangzhou International Women's Open, КНР              | International | Тверде     | Деніса Аллертова           | 6–2, 6–0            |
| Перемога  | 15–20 | Жов 2015 | Hong Kong Tennis Open                                  | International | Тверде     | Анджелік Кербер            | 3–6, 7–6(7–4), 6–1  |
| Поразка   | 15–21 | Вер 2016 | Guangzhou Open, КНР                                    | International | Тверде     | Леся Цуренко               | 4–6, 6–3, 4–6       |

### Парний розряд: 5 (2 титули, 3 поразки)
| Легенда                                  |
| ---------------------------------------- |
| WTA 1000 (Premier 5) (1–0)               |
| WTA 250 (Tier III / International) (1–3) |

| Фінали за покриттям |
| ------------------- |
| Тверде (1–1)        |
| Трава (1–2)         |

| Фінали за типом корту |
| --------------------- |
| Відкритий корт (3–3)  |
| Закритий корт (0–0)   |

| Результат | В-П | Дата     | Турнір                                         | Категорія     | Покриття | Партнер                | Опоненти                             | Рахунок          |
| --------- | --- | -------- | ---------------------------------------------- | ------------- | -------- | ---------------------- | ------------------------------------ | ---------------- |
| Перемога  | 1–0 | Чер 2006 | Birmingham Classic, Велика Британія            | Tier III      | Трава    | Лі На                  | - Джилл Крейбас - Лізель Губер       | 6–2, 6–4         |
| Перемога  | 2–0 | Сер 2013 | Мастерс Канада                                 | Premier 5     | Тверде   | Катарина Среботнік     | - Анна-Лена Гренефельд - Квета Пешке | 5–7, 6–2, [10–6] |
| Поразка   | 2–1 | Чер 2015 | Rosmalen Grass Court Championships, Нідерланди | International | Трава    | Анастасія Павлюченкова | - Ейджа Мухаммад - Лаура Зігемунд    | 3–6, 5–7         |
| Поразка   | 2–2 | Лип 2015 | Istanbul Cup, Туреччина                        | International | Тверде   | Чагла Бююкакчай        | - Дарія Савілл - Еліна Світоліна     | 7–5, 1–6, [4–10] |
| Поразка   | 2–3 | Чер 2017 | Mallorca Open, Іспанія                         | International | Трава    | Анастасія Севастова    | - Латіша Чжань - Мартіна Хінгіс      | walkover         |